# Leku
Leku är en ort i Etiopien.   Den ligger i regionen Sidama, i den centrala delen av landet, 240 km söder om huvudstaden Addis Abeba. Antalet invånare är 11 398.